# Ruokojärvi
Ruokojärvi este o arie protejată (arie specială de conservare — SAC, sit de importanță comunitară — SCI) din Suedia întinsă pe o suprafață de 3,7 ha, integral pe uscat.

## Localizare
Centrul sitului Ruokojärvi este situat la coordonatele 67°19′38″N 22°13′25″E / 67.3271°N 22.2235°E.

## Înființare
Situl Ruokojärvi a fost declarat sit de importanță comunitară în iunie 2001 pentru a proteja un număr necunoscut de specii din flora spontană și fauna sălbatică aflate în arealul zonei. Situl a fost protejat și ca arie specială de conservare în martie 2011.

## Biodiversitate
Situată în ecoregiunea boreală, aria protejată conține 3 habitate naturale: Pajiști fino-scandinave uscate până la mezice, bogate în specii de altitudine mică, Pajiști cu Molinia pe soluri calcaroase, turboase sau argilos-nămoloase (Molinion caeruleae), Fânețe montane.
La baza desemnării sitului se află un număr nedeclarat de specii protejate.